# Summer Song
Summer Song è un brano musicale della cantante giapponese Yui, pubblicato come suo tredicesimo singolo il 2 luglio 2008. Il brano è incluso nell'album Holidays in the Sun, quarto lavoro della cantante. Il singolo ha raggiunto la prima posizione della classifica Oricon dei singoli più venduti in Giappone, vendendo 108.825. Il singolo è stato certificato disco d'oro.

## Tracce
CD Singolo SRCL-6817
1. SUMMER SONG
2. Oh My God
3. Laugh away ~YUI Acoustic Version~
4. SUMMER SONG~Instrumental~

## Classifiche
| Classifica (2008) | Posizione più alta |
| ----------------- | ------------------ |
| Giappone (Oricon) | 1                  |